# Challenger de Cordenons 2021
El torneo Internazionali di Tennis del Friuli Venezia Giulia 2021 fue un torneo profesional de tenis. Perteneció al ATP Challenger Series 2021. Se disputó en su 18.ª edición sobre superficie tierra batida, en Cordenons, Italia, entre el 2 y el 8 de agosto de 2021.

## Jugadores participantes del cuadro de individuales
| Favorito | País                 | Jugador               | Rank1 | Posición en el torneo |
| -------- | -------------------- | --------------------- | ----- | --------------------- |
| 1        | Bandera de Italia    | Stefano Travaglia     | 88    | Cuartos de final      |
| 2        | Bandera de Francia   | Gilles Simon          | 102   | Primera ronda         |
| 3        | Bandera de Argentina | Francisco Cerúndolo   | 118   | CAMPEÓN               |
| 4        | Bandera de Perú      | Juan Pablo Varillas   | 125   | Cuartos de final      |
| 5        | Bandera de Bolivia   | Hugo Dellien          | 140   | Primera ronda         |
| 6        | Bandera de Francia   | Antoine Hoang         | 145   | Primera ronda         |
| 7        | Bandera de Argentina | Juan Manuel Cerúndolo | 146   | Primera ronda         |
| 8        | Bandera de Italia    | Federico Gaio         | 149   | Segunda ronda         |

- 1 Se ha tomado en cuenta el ranking del 26 de julio de 2021.

### Otros participantes
Los siguientes jugadores recibieron una invitación (wild card), por lo tanto ingresan directamente al cuadro principal (WC):
- Filippo Baldi
- Riccardo Bonadio
- Luca Nardi

Los siguientes jugadores ingresan al cuadro principal tras disputar el cuadro clasificatorio (Q):
- Francesco Forti
- Alejandro González
- Camilo Ugo Carabelli
- Giulio Zeppieri

## Campeones

### Individual Masculino
- Francisco Cerúndolo derrotó en la final a  Tomás Martín Etcheverry, 6–1, 6–2

### Dobles Masculino
- Orlando Luz /  Rafael Matos derrotaron en la final a  Sergio Galdós /  Renzo Olivo, 6–4, 7–6(5)